# William T. Byrne

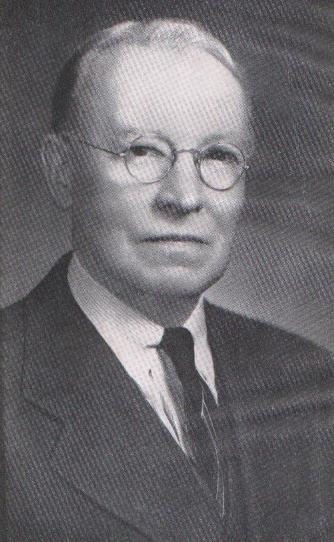
William T. Byrne

William Thomas Byrne (* 6. März 1876 in Florida, New York; † 27. Januar 1952 in Troy, New York) war ein US-amerikanischer Politiker. Zwischen 1937 und 1952 vertrat er den Bundesstaat New York im US-Repräsentantenhaus.

## Werdegang
William Thomas Byrne besuchte öffentliche Schulen. Er graduierte 1904 an der Albany Law School. Nach dem Erhalt seiner Zulassung als Anwalt im selben Jahr begann er in Albany zu praktizieren. Zwischen 1923 und 1936 saß er im Senat von New York. Politisch gehörte er der Demokratischen Partei an.
Bei den Kongresswahlen des Jahres 1936 für den 75. Kongress wurde er im 28. Wahlbezirk von New York in das US-Repräsentantenhaus in Washington, D.C. gewählt, wo er am 4. Januar 1937 die Nachfolge von Parker Corning antrat. Er wurde dreimal in Folge wiedergewählt. 1944 kandidierte er im 32. Wahlbezirk von New York für den 79. Kongress. Nach einer erfolgreichen Wahl trat er am 4. Januar 1945 die Nachfolge von Hadwen C. Fuller an. Er wurde drei Mal in Folge wiedergewählt, starb allerdings vor dem Ende seiner letzten Amtszeit am 27. Januar 1952 in Troy. Sein Leichnam wurde auf dem St. John’s Cemetery in der Village von West Albany (Town von Colonie) beigesetzt.